# Denis Zubko
Denis Ivanovič Zubko (in russo Денис Иванович Зубко?; Petrozavodsk, 7 novembre 1974) è un allenatore di calcio ed ex calciatore russo, di ruolo attaccante.

## Statistiche

### Cronologia presenze e reti in Nazionale
| Cronologia completa delle presenze e delle reti in nazionale ― Russia | Cronologia completa delle presenze e delle reti in nazionale ― Russia | Cronologia completa delle presenze e delle reti in nazionale ― Russia | Cronologia completa delle presenze e delle reti in nazionale ― Russia | Cronologia completa delle presenze e delle reti in nazionale ― Russia | Cronologia completa delle presenze e delle reti in nazionale ― Russia | Cronologia completa delle presenze e delle reti in nazionale ― Russia | Cronologia completa delle presenze e delle reti in nazionale ― Russia |
| Data                                                                  | Città                                                                 | In casa                                                               | Risultato                                                             | Ospiti                                                                | Competizione                                                          | Reti                                                                  | Note                                                                  |
| --------------------------------------------------------------------- | --------------------------------------------------------------------- | --------------------------------------------------------------------- | --------------------------------------------------------------------- | --------------------------------------------------------------------- | --------------------------------------------------------------------- | --------------------------------------------------------------------- | --------------------------------------------------------------------- |
| 30-4-1997                                                             | Mosca                                                                 | Russia                                                                | 3 – 0                                                                 | Lussemburgo                                                           | Qual. Mondiali 1998                                                   | -                                                                     | 68’                                                                   |
| 22-4-1998                                                             | Mosca                                                                 | Russia                                                                | 1 – 0                                                                 | Turchia                                                               | Amichevole                                                            | -                                                                     | 61’                                                                   |
| 27-5-1998                                                             | Chorzów                                                               | Polonia                                                               | 3 – 1                                                                 | Russia                                                                | Amichevole                                                            | -                                                                     | 46’                                                                   |
| 30-5-1998                                                             | Tbilisi                                                               | Georgia                                                               | 1 – 1                                                                 | Russia                                                                | Amichevole                                                            | -                                                                     | 46’                                                                   |
| Totale                                                                |                                                                       | Presenze                                                              | 4                                                                     |                                                                       | Reti                                                                  | 0                                                                     |                                                                       |